# Haptospora appendiculata
Haptospora appendiculata är en svampart som beskrevs av G.L. Barron 1991. Haptospora appendiculata ingår i släktet Haptospora, ordningen köttkärnsvampar, klassen Sordariomycetes, divisionen sporsäcksvampar och riket svampar.   Inga underarter finns listade i Catalogue of Life.